# Brain Salad Surgery
Brain Salad Surgery — четвертий студійний альбом англійської групи Emerson, Lake & Palmer, який вийшов 19 листопада 1973 року.
Після туру на підтримку останнього альбому Trilogy (1972) група придбала приміщення для репетицій для роботи над новим матеріалом, який поєднує класичні та рок-теми. Щоб контролювати ситуацію, у березні 1973 року вони заснували власну звукозаписну компанію Manticore. Альбом був записаний з червня по вересень на Olympic та Advision Studios і зведений у жовтні 1973 року на AIR Studios у Лондоні. Як і всі попередні роботи групи, її спродюсував Грег Лейк. Альбом містить обкладинку, розроблену Гансом Гігером.
Спочатку отримав неоднозначну реакцію критиків, з часом почав отримувати більше схвальних відгуків. Brain Salad Surgery продовжила комерційний успіх групи, досягнувши номер 2 у Сполученому Королівстві та номер 11 у Сполучених Штатах, і врешті-решт отримавши золоті сертифікати в обох країнах. На підтримку тріо розпочало свій найбільший на сьогоднішній день світовий тур, у тому числі виступивши хедлайнерами на фестивалі California Jam.

Альбом займає 12 місце у списку «50 найкращих прог-рок-альбомів усіх часів» журналу Rolling Stone.

Новий логотип ELP, розроблений Ганс Рудольф Ґігер для альбому

## Композиції
Side one
1. Jerusalem — 2:44
2. Toccata — 7:20
3. Still…You Turn Me On — 2:52
4. Benny the Bouncer — 2:18
5. Karn Evil 9: 1st Impression, Pt. 1 — 8:39

Side two
1. Karn Evil 9: 1st Impression, Pt. 2 — 4:43
2. Karn Evil 9: 2nd Impression — 7:07
3. Karn Evil 9: 3rd Impression — 9:07

## Учасники запису
- Кіт Емерсон — орган, синтезатор, фортепіано, челеста, клавішні, орган Гаммонда, синтезатор Муґа
- Ґреґ Лейк — акустична гітара, бас-гітара, електрогітара, вокал
- Карл Палмер — перкусія, ударні